# Chilodes mollicella
Chilodes mollicella là một loài bướm đêm trong họ Noctuidae.